# 알렉상드르 타로
알렉상드르 타로(Alexandre Tharaud, 1968년 12월 9일 ~ )는 프랑스의 피아니스트이다.
타로는 파리 국립 오페라에서 무용 교사였던 어머니와 오페레타의 아마추어 감독이자 가수인 아버지 사이에서 태어났다. 타로는 주말마다 프랑스 북부에서 클래식 음악 공연을 여럿 다니며 어린 시절을 보냈다. 그의 할아버지는 1920년대에서 1930년대까지 파리에서 활동한 바이올리니스트였다. 타로는 부모의 권유로 5세에 피아노 공부를 시작했다.
14세에 파리 음악원에 입학하여 테오도르 파라스키베스코로부터 피아노를 배웠는데 레온 플라이셔, 클로드 헬퍼, 니키타 마가로프에게도 레슨을 받았다. 1987년 스페인 바르셀로나에서 열린 마리아 운하 국제 콩쿠르에서 3위를, 이듬해 이탈리아에서 열린 세니갈리아 콩쿠르에서 3위를 차지했다. 1989년 뮌헨에서 열린 ARD 국제 음악 콩쿠르에서 2위를 차지했다. 타로의 명성은 북아메리카와 일본에서도 빠르게 증가했다.